# Radio Station (Patty Pravo)
Radio station è il 23º album in studio di Patty Pravo prodotto e pubblicato dalla casa discografica Sony nel febbraio 2002.

## Descrizione
Venne registrato fra l'Italia (Roma, Milano, Trieste), Londra, New York e Rio de Janeiro, fino a contare un maggior numero di studi di registrazione che di brani.
Grazie alla sua continua ricerca e al desiderio di spaziare fra nuovi stili, Patty Pravo mette insieme uno degli album più interessanti e intriganti dell'intera carriera: i suoni si mostrano ora cupi ora solari, ma il tutto è sorretto da interpretazioni di spessore. Guidati dalla voce iconica e misteriosa di Patty Pravo, ci si lascia trasportare piacevolmente attraverso generi diversi: dalle atmosfere brasiliane di Noi di là e Ambra, al dark di A me gli occhi; dall'hard rock di Fammi male che fai bene al synth pop di Lontano, dove intervengono I Cugini di Campagna per registrare le seconde voci. È impressa nel finale, dopo il brano Captivity, una traccia nascosta: una versione alternativa del brano A me gli occhi. 
Il brano di apertura, L'immenso, è stato presentato prima dell'uscita dell'album al Festival di Sanremo 2002, ma non ha riscosso il favore dai giurati, piazzandosi al 16º posto in classifica.

## Tracce
1. L'immenso - 3:55 (Roberto Pacco - Fabrizio Carraresi - Lara Tempestini)
2. Lontano  - 4:02 (Roberto Pacco - Fabrizio Carraresi - Lara Tempestini)
3. Farfalla pensante  - 4:25 (Marco Parente)
4. A me gli occhi  - 4:54 (Mario Tronco - Giuseppe Servillo)
5. Noi di là (Lagoinha) - 3:32 (Carlinhos Brown - Max De Tomassi)
6. Niente  - 3:55 (M. Di Franco - A. Zuppin - Nicoletta Strambelli - E. Aldrighetti)
7. La forma materiale  - 5:18 (Piano B)
8. Fammi male che fai bene  - 5:04  (Noji Nakamura - Junji Ishiwatori - Nicoletta Strambelli - Roberto Giglio)
9. Ambra  - 4:29 (Adriana Calcanhotto - Max De Tomassi)
10. Captivity  - 10:32 (Federico Bruno - Nicoletta Strambelli - Roberto Giglio)

## Formazione
- Patty Pravo – voce
- Roberto Giglio – pianoforte
- Phil Palmer – chitarra
- Paolo Gozzetti – programmazione
- Gavin Harrison – batteria
- Silvio Galasso – basso
- Roberto Vernetti – tastiera, programmazione
- Sergio Portaluri – chitarra
- Luca Gatti – tastiera, programmazione
- Mario Tronco – pianoforte, Fender Rhodes
- Fausto Mesolella – chitarra
- Mimì Ciaramella – batteria
- Ferruccio Spinetti – basso
- Billy Brandão – chitarra
- Paolo Polcari – programmazione
- Rodrigo Campello – chitarra
- Arthur Maia – basso
- Marcelo Costa – surdo virado, timbales, batteria, percussioni
- Janfree – chitarra
- Ramiro Mussotto – surdo virado, programmazione, timbales, pandeiro
- Sasha Amback – tastiera, programmazione
- Federico Bruno – pianoforte, cori, chitarra
- Carlo Bruno – basso
- Nick Ardessi – chitarra
- Andrea Innesto – sax contralto
- Muri Costa, Eveline Hecker – cori

## Critica
Poiché non viene apprezzata in pieno la partecipazione al Festival di Sanremo 2002, con L'immenso (brano di punta dell'album, insieme con Noi di là) l'album non decolla come previsto, dunque non risulta fra i 100 più venduti del 2002.